# 2025 UEFA 컨퍼런스리그 결승전
2024 UEFA 컨퍼런스리그 결승전은 UEFA 컨퍼런스리그의 네 번째 결승전이다. 또한 UEFA 유로파컨퍼런스리그에서 UEFA 컨퍼런스리그로 이름이 변경된 이후 첫 번째로 열린 결승전이다. 경기는 2025년 5월 28일에 폴란드 브로츠와프에 위치한 브로츠와프 시립경기장에서 열렸다.
첼시는 이 경기에서 4-1로 승리하며 UEFA 컨퍼런스리그 첫 우승을 차지하였다. 이로써 첼시는 네 개의 주요 유럽 트로피와 현재 진행 중인 3개의 유럽 대항전에서 모두 우승한 최초의 클럽이 되었다. 또한 첼시는 2001 UEFA 챔피언스리그 결승전에서 바이에른 뮌헨이 발렌시아를 상대로 승리를 거둔 이후 유럽 대회 결승전에서 스페인 클럽을 이긴 최초의 비(非) 스페인 팀이 되었다. 첼시는 이미 리그 순위를 통해 2025-26년 UEFA 챔피언스리그 본선에 자동으로 진출했기 때문에, 2025-26년 UEFA 유로파리그에서 UEFA 컨퍼런스리그 우승팀에게 주어진 출전권은 비워지게 되었다.

## 팀
| 팀          | 이전 결승 기록 (굵은 글씨는 해당 년도 우승이다.) |
| ----------- | ------------------------------------------------ |
| 레알 베티스 | 없음                                             |
| 첼시        | 없음                                             |

## 개최지 선정

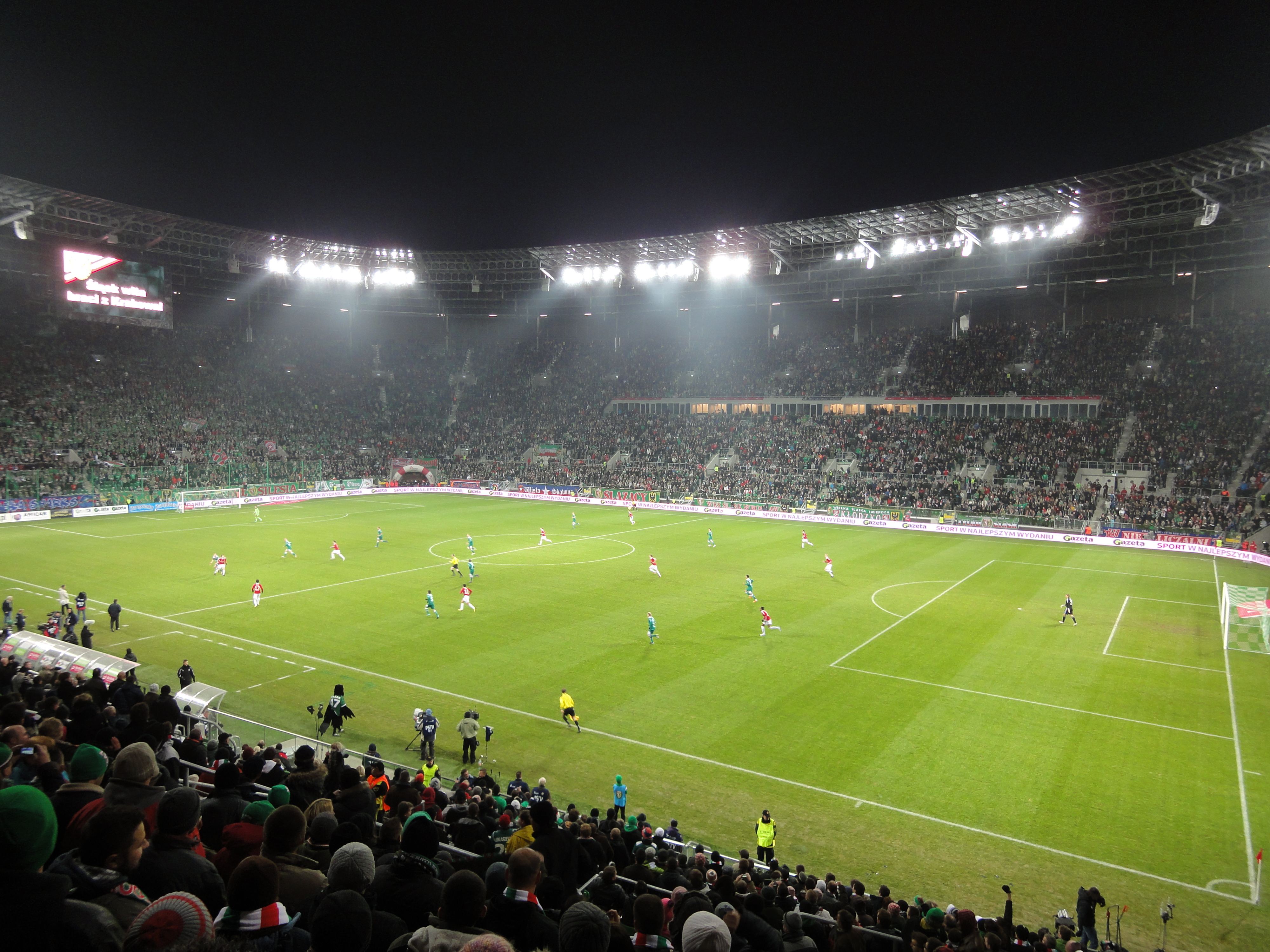
UEFA 컨퍼런스리그 결승전 경기가 열린 브로츠와프의 브로츠와프 시립경기장.

스폰서 이름을 딴 타르친스키 아레나(Tarczyński Arena)로도 알려진 브로츠와프 시립경기장은 현재 실롱스크 브로츠와프의 홈구장으로 사용하고 있다. 이 경기장은 2011년 9월에 개장했으며, 수용 인원은 42,771명이다. 이 경기장은 이전에 UEFA 유로 2012 경기를 개최했던 곳이다. 이 경기는 2015년과 2021년 UEFA 유로파리그 결승전에 이어 폴란드에서 열리는 세 번째 UEFA 클럽 단판 결승전이다.
2022년 6월 21일, 2024년 결승전과 동시에 결승전 개최권 입찰 절차를 시작하였다. 관심 있는 입찰자는 두 개의 결승전 중 하나 또는 둘 다 입찰할 수 있었다. 제안된 경기장은 천연 잔디가 있어야 하고 동시에 UEFA 분류 4 경기장으로 선정된 곳이어야 하며, 총 수용 인원은 30,000명 ~ 50,000명 사이가 선호되었다. 입찰 일정은 다음과 같다:
- 2022년 6월 21일: 공식 지원서 접수 시작
- 2022년 8월 31일: 입찰 의사 등록 마감일
- 2022년 9월 7일: 입찰자에게 제공되는 입찰 요건 확인
- 2022년 11월 3일: 예비 입찰 서류 제출
- 2023년 2월 23일: 최종 입찰 서류 제출
- 2023년 6월 28일: 개최지 지정

UEFA 집행위원회는 2023년 6월 28일 스위스 니옹에서 열린 회의에서 브로츠와프 경기장을 개최지로 선정하였다.

## 결승전까지 가는 길
Note: 아래 모든 결과들에서, 결승전 진출팀들의 스코어는 먼저 주어진다. (H: 홈; A: 원정; N: 중립)
| 레알 베티스                 | 레알 베티스                 | 레알 베티스                 | 레알 베티스                 | 단계                    | 첼시             | 첼시            | 첼시            | 첼시            |
| --------------------------- | --------------------------- | --------------------------- | --------------------------- | ----------------------- | ---------------- | --------------- | --------------- | --------------- |
| 상대팀                      | 합산 스코어                 | 1차전                       | 2차전                       | 예선 단계               | 상대팀           | 합산 스코어     | 1차전           | 2차전           |
| 크리우바스 크리비리흐       | 5–0                         | 2-0 (A)                     | 3-0 (H)                     | 플레이오프전            | 세르베트         | 3–2             | 2-0 (H)         | 1-2 (A)         |
| 상대팀                      | 결과                        | 결과                        | 결과                        | 본선 리그               | 상대팀           | 결과            | 결과            | 결과            |
| 레기아 바르샤바             | 0–1 (A)                     | 0–1 (A)                     | 0–1 (A)                     | 경기일 1                | 헨트             | 4–2 (H)         | 4–2 (H)         | 4–2 (H)         |
| 코펜하겐                    | 1–1 (H)                     | 1–1 (H)                     | 1–1 (H)                     | 경기일 2                | 파나티나이코스   | 4–1 (A)         | 4–1 (A)         | 4–1 (A)         |
| 첼레                        | 2–1 (H)                     | 2–1 (H)                     | 2–1 (H)                     | 경기일 3                | 노아             | 8–0 (H)         | 8–0 (H)         | 8–0 (H)         |
| 믈라다 볼레슬라프           | 1–2 (A)                     | 1–2 (A)                     | 1–2 (A)                     | 경기일 4                | 1. FC 하이덴하임 | 2–0 (A)         | 2–0 (A)         | 2–0 (A)         |
| 페트로쿠브 흔체슈티         | 1–0 (A)                     | 1–0 (A)                     | 1–0 (A)                     | 경기일 5                | 아스타나         | 3–1 (A)         | 3–1 (A)         | 3–1 (A)         |
| HJK                         | 1–0 (H)                     | 1–0 (H)                     | 1–0 (H)                     | 경기일 6                | 섐록 로버스      | 5–1 (H)         | 5–1 (H)         | 5–1 (H)         |
| 15위 녹아웃 플레이오프 진출 | 15위 녹아웃 플레이오프 진출 | 15위 녹아웃 플레이오프 진출 | 15위 녹아웃 플레이오프 진출 | 최종 순위               | 1위 16강전 진출  | 1위 16강전 진출 | 1위 16강전 진출 | 1위 16강전 진출 |
| 상대팀                      | 합산 스코어                 | 1차전                       | 2차전                       | 결선 토너먼트           | 상대팀           | 합산 스코어     | 1차전           | 2차전           |
| 헨트                        | 3–1                         | 3-0 (A)                     | 0-1 (H)                     | 녹아웃라운드 플레이오프 | 16강 직행        | 16강 직행       | 16강 직행       | 16강 직행       |
| 비토리아 드 기마랑이스      | 6–2                         | 2-2 (H)                     | 4-0 (A)                     | 16강전                  | 코펜하겐         | 3–1             | 2-1 (A)         | 1-0 (H)         |
| 야기엘로니아 비아위스토크   | 3–1                         | 2-0 (H)                     | 1-1 (A)                     | 8강전                   | 레기아 바르샤바  | 4–2             | 3-0 (A)         | 1-2 (H)         |
| 피오렌티나                  | 4–3                         | 2-1 (H)                     | 2-2 (연) (A)                | 준결승전                | 유르고르덴 IF    | 5–1             | 4-1 (A)         | 1-0 (H)         |

## 경기
| 레알 베티스      | 1 - 4  | 첼시                                                                              |
| ---------------- | ------ | --------------------------------------------------------------------------------- |
| 압데 에잘줄리 9′ | 리포트 | 65′ 엔소 페르난데스 · 70′ 니콜라 작송 · 83′ 제이든 산초 · 90+1′ 모이세스 카이세도 |

| 레알 베티스 | 첼시 |

| GK                | 13 | 아드리안            |       |     |
| RB                | 23 | 유수프 사발리       |       |     |
| CB                | 5  | 마르크 바르트라     |       |     |
| CB                | 6  | 나탕                |       |     |
| LB                | 12 | 리카르도 로드리게스 |       | 46′ |
| CM                | 18 | 파블로 포르날스     |       | 85′ |
| CM                | 22 | 이스코 (주장)       |       |     |
| CM                | 4  | 조니 카르도주       |       | 85′ |
| RF                | 7  | 안토니              | 88′   |     |
| CF                | 11 | 세드리크 바캄부     |       | 72′ |
| LF                | 10 | 압데 에잘줄리       |       | 53′ |
| 교체:             |    |                     |       |     |
| GK                | 25 | 프란 비에이테스     |       |     |
| GK                | 41 | 마누 곤살레스       |       |     |
| DF                | 15 | 로맹 페로           | 90+5′ | 46′ |
| DF                | 24 | 아이토르 루이발     |       |     |
| DF                | 32 | 노벨 멘디           |       | 72′ |
| DF                | 40 | 앙헬 오르티스       |       |     |
| MF                | 16 | 세르지 알티미라     |       | 85′ |
| MF                | 20 | 조바니 로 셀소      |       | 85′ |
| MF                | 46 | 마테오 플로레스     |       |     |
| FW                | 36 | 헤수스 로드리게스   |       | 53′ |
| FW                | 52 | 파블로 가르시아     |       |     |
| 감독:             |    |                     |       |     |
| 마누엘 페예그리니 |    |                     |       |     |

| GK            | 12 | 필리프 예르겐센        |     |     |
| RB            | 27 | 말로 귀스토            |     | 46′ |
| CB            | 23 | 트레보 찰로바          |     |     |
| CB            | 5  | 브누아 바디아실        | 55′ | 61′ |
| LB            | 3  | 마르크 쿠쿠레야        |     |     |
| CM            | 8  | 엔소 페르난데스 (주장) |     |     |
| CM            | 25 | 모이세스 카이세도      |     |     |
| RW            | 11 | 노니 마두에케          |     |     |
| AM            | 20 | 콜 파머                | 79′ | 87′ |
| LW            | 7  | 페드루 네투            |     | 61′ |
| CF            | 15 | 니콜라 작송            |     | 80′ |
| 교체:         |    |                        |     |     |
| GK            | 1  | 로베르트 산체스        |     |     |
| GK            | 47 | 루카스 베리스트룀      |     |     |
| DF            | 4  | 토신 아다라비오요      |     |     |
| DF            | 6  | 리바이 콜윌            |     | 61′ |
| DF            | 24 | 리스 제임스            |     | 46′ |
| DF            | 34 | 조시 아체암퐁          |     |     |
| MF            | 22 | 키어넌 듀스버리홀      |     | 80′ |
| MF            | 39 | 마티스 아무구          |     |     |
| FW            | 18 | 크리스토페르 은쿤쿠    |     |     |
| FW            | 19 | 제이든 산초            | 85′ | 61′ |
| FW            | 32 | 타이리크 조지          |     |     |
| FW            | 38 | 마르크 기우            |     | 87′ |
| 감독:         |    |                        |     |     |
| 엔초 마레스카 |    |                        |     |     |

- 최우수 선수: 콜 파머 (첼시)[1]

| 부심: 세나드 이브리심베고비치 (보스니아 헤르체고비나) 다보르 벨료 (보스니아 헤르체고비나) 대기심: 할릴 우무트 멜레르 (튀르키예) 예비 부심: 케렘 에르소이 (튀르키예) 비디오 보조심판(VAR): 제롬 브리사르 (프랑스) 보조 비디오 보조심판(VAR): 윌리 들라조 (프랑스) 마르코 디 벨로 (이탈리아) | 경기 규칙 - 전후반 90분 동안 경기를 진행한다. - 전후반 90분 상황에서 동점이면 연장전 30분을 진행한다. - 연장전에서도 동점이면 승부차기를 진행한다. - 교체 선수 명단은 12명까지 올릴 수 있으며 한 팀당 최대 5명까지 교체할 수 있다. 연장전에 들어간 경우에는 최대 6명까지 교체할 수 있다. 각 팀에게는 3번의 선수 교체 기회가 주어지며 연장전에 한해 4번째 선수 교체 기회가 주어진다. 단 하프타임, 연장전 시작 이전, 연장전 하프타임에 일어난 선수 교체는 제외된다. |

## 같이 보기
- 2024-25년 UEFA 컨퍼런스리그
- 2025 UEFA 챔피언스리그 결승전
- 2025 UEFA 유로파리그 결승전
- 2025년 UEFA 슈퍼컵